# Svetlana Krivelëva
Svetlana Vladimirovna Krivelëva (in russo Светлана Владимировна Кривелёва?; Brjansk, 13 giugno 1969) è un'ex pesista russa, fino al 1991 sovietica, vincitrice di un titolo alle Olimpiadi di Barcellona nel 1992, un titolo mondiale nei campionati 2003, e tre titoli mondiali ai campionati indoor del 1993, del 1999, e del 2004.
Nel dicembre 2012 le viene tolta la medaglia di bronzo olimpica vinta ai Giochi di Atene 2004, che già gli era stata attribuita dopo la squalifica della connazionale Irina Koržanenko.
Infatti, a distanza di anni dalla manifestazione, alcuni test antidoping svolti sui campioni prelevati all'atleta ad Atene risultarono positivi all'oxandrolone.

## Palmarès
| Anno | Manifestazione    | Sede       | Evento         | Risultato | Misura  | Note                                                                    |
| ---- | ----------------- | ---------- | -------------- | --------- | ------- | ----------------------------------------------------------------------- |
| 1986 | Mondiali juniores | Atene      | Getto del peso | 6ª        | 16,41 m |                                                                         |
| 1987 | Europei juniores  | Birmingham | Getto del peso | Bronzo    | 16,64 m |                                                                         |
| 1988 | Mondiali juniores | Sudbury    | Getto del peso | 4ª        | 16,91 m |                                                                         |
| 1991 | Mondiali indoor   | Siviglia   | Getto del peso | 8ª        | 18,58 m | Miglior prestazione personale                                           |
| 1991 | Mondiali          | Tokyo      | Getto del peso | Bronzo    | 20,16 m | Miglior prestazione personale                                           |
| 1991 | Universiadi       | Sheffield  | Getto del peso | Oro       | 19,62 m |                                                                         |
| 1992 | Olimpiadi         | Barcellona | Getto del peso | Oro       | 21,06 m | Miglior prestazione personale · Miglior prestazione mondiale stagionale |
| 1993 | Mondiali indoor   | Toronto    | Getto del peso | Oro       | 19,57 m | Miglior prestazione personale                                           |
| 1993 | Mondiali          | Stoccarda  | Getto del peso | Argento   | 19,97 m |                                                                         |
| 1996 | Olimpiadi         | Atlanta    | Getto del peso | 15ª       | 18,23 m |                                                                         |
| 1997 | Mondiali          | Atene      | Getto del peso | 10ª       | 17,38 m |                                                                         |
| 1998 | Europei           | Budapest   | Getto del peso | 4ª        | 19,08 m |                                                                         |
| 1999 | Mondiali indoor   | Maebashi   | Getto del peso | Oro       | 19,08 m | [ 3 ]                                                                   |
| 1999 | Mondiali          | Siviglia   | Getto del peso | Bronzo    | 19,43 m |                                                                         |
| 2000 | Europei indoor    | Gand       | Getto del peso | 4ª        | 18,96 m |                                                                         |
| 2000 | Olimpiadi         | Sydney     | Getto del peso | 4ª        | 19,37 m |                                                                         |
| 2001 | Mondiali indoor   | Lisbona    | Getto del peso | Bronzo    | 19,18 m |                                                                         |
| 2001 | Mondiali          | Edmonton   | Getto del peso | 9ª        | 18,70 m |                                                                         |
| 2002 | Europei           | Monaco     | Getto del peso | Bronzo    | 19,56 m |                                                                         |
| 2003 | Mondiali indoor   | Birmingham | Getto del peso | 5ª        | 19,57 m |                                                                         |
| 2003 | Mondiali          | Parigi     | Getto del peso | Oro       | 20,63 m |                                                                         |
| 2004 | Mondiali indoor   | Budapest   | Getto del peso | Oro       | 19,90 m | [ 4 ]                                                                   |
| 2004 | Olimpiadi         | Atene      | Getto del peso | dq        | dq      | [ 5 ]                                                                   |
| 2005 | Mondiali          | Helsinki   | Getto del peso | dq        | dq      | [ 6 ]                                                                   |

## Altre competizioni internazionali
1999
- Coppa Europa di atletica leggera ( Parigi)

2002
- Coppa Europa di atletica leggera ( Annecy)

2003
- Coppa Europa di atletica leggera ( Firenze)